# 施瓦察赫河

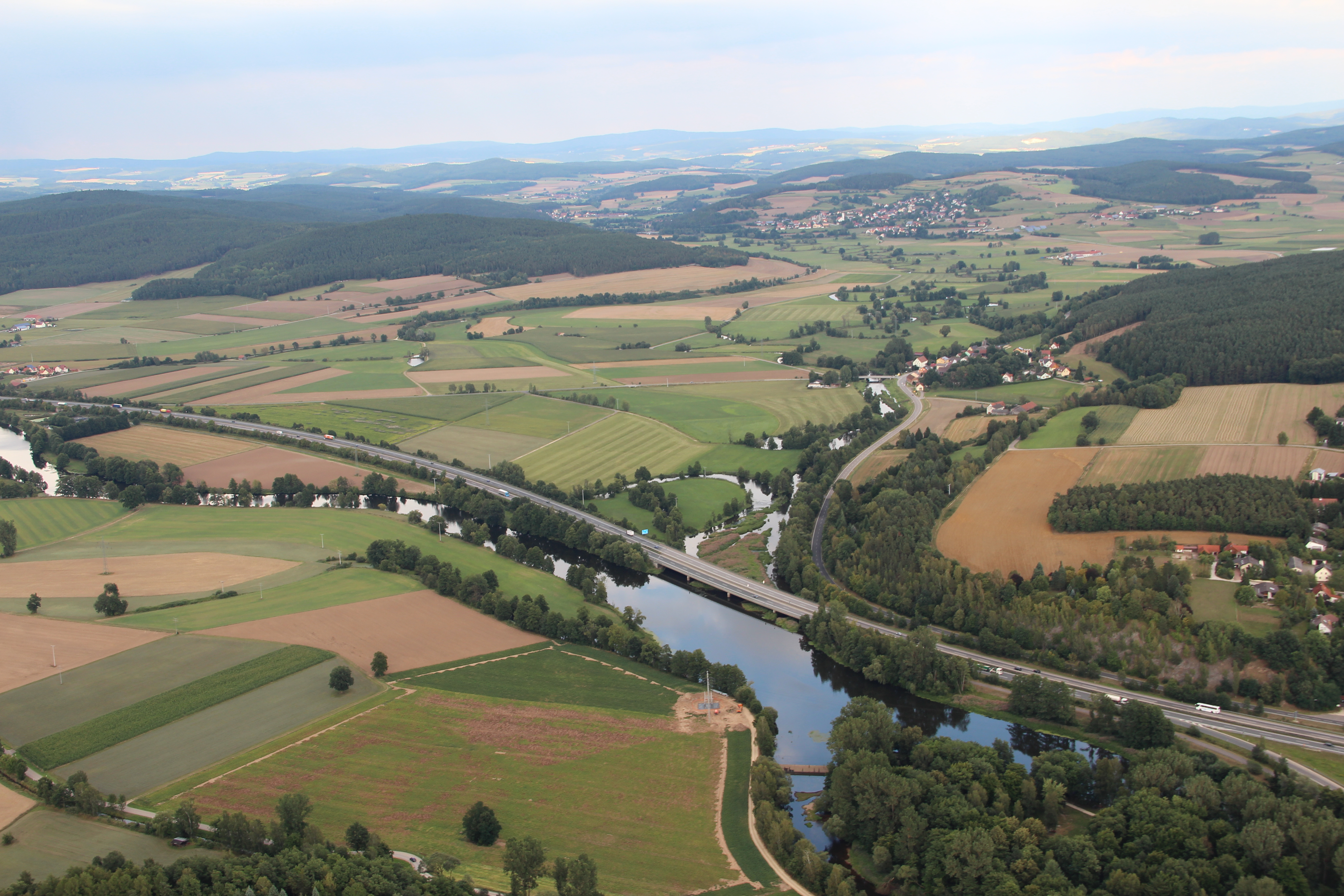
施瓦察赫河

49°23′36″N 12°09′10″E / 49.393379°N 12.152896°E
施瓦察赫河（捷克語：Nemanický potok），是中歐的河流，流經捷克和德國，屬於納布河的左支流，河道全長95公里，流域面積841.4平方公里，河口處在施瓦岑費爾德附近。